# Groupe des opérations spéciales
 (novembre 2019).
Si vous disposez d'ouvrages ou d'articles de référence ou si vous connaissez des sites web de qualité traitant du thème abordé ici, merci de compléter l'article en donnant les références utiles à sa vérifiabilité et en les liant à la section « Notes et références ».
Le Groupe des opérations spéciales (GOS) (en portugais : Grupo de Operações Especiais, GOE), est une unité anti-terroriste de la police de sécurité publique portugaise fondée en 1979, avec l'aide des instructeurs SAS de l'armée britannique.
Cette force spéciale est destinée à lutter contre les situations de violence déclarée dont la résolution va au-delà des moyens d’action normaux, tels que les actes terroristes, les enlèvements et les troubles de l’ordre public. Il est également utilisé pour protéger les installations et la sécurité des entités de haut niveau et pour d’autres situations mettant en danger la sécurité nationale .
Pour entrer dans cette force d'élite, en plus de devoir déjà être officier de la police de sécurité publique (PSP), il faut avoir une excellente forme physique et psychologique, n'étant que les meilleures recrues choisies. En raison de la sélectivité du recrutement, le GOS ne compte qu'environ 200 personnes. 

## Opérations notoires
L'intervention internationale la plus célèbre du GOE a été l'attaque spectaculaire contre l'ambassade de Turquie à Lisbonne en juillet 1983, qui avait été perpétrée par un groupe terroriste arménien. Après une série d'explosions, le groupe est entré dans l'ambassade, éliminant les terroristes, mais a trouvé l'un des otages (l'épouse de l'ambassadeur) déjà mort, probablement à cause de l'explosion accidentelle d'explosifs portés par les terroristes.
Une autre mission qui montre la polyvalence de l'action du GOS a été la protection des installations diplomatiques portugaises au Zaïre lors des affrontements qui ont conduit à la chute du président Mobutu Sese Seko en 1997 . À cette occasion, l'équipe de sécurité du GOE a repoussé la tentative d'invasion d'installations portugaises par un groupe armé d'une des factions zaïroises.
Le 24 mars 1999, il a été nommé membre honoraire de l' ordre du mérite . 
Depuis 2005 , il protège les ambassades du Portugal à Riyad en Arabie saoudite, à Bagdad en Irak et à Dili au Timor oriental, ces deux dernières avec le soutien du Corps d'intervention PSP.
Le 4 octobre de 2006, le GOS a effectué une opération de sauvetage de quatre otages qui étaient sous séquestre dans une banque à Setúbal. L'opération a été couronnée de succès, réussissant à sauver tous les otages et à arrêter le ravisseur.
Le 6 juillet de 2008, la performance du GOS est revenu à se faire sentir, après une situation d'enlèvement en Santarém. Après huit heures de négociations, le GOE a mis au point une intervention tactique policière qui a abouti à l'immobilisation de l’individu par une arme à décharge électrique et à sa détention, avec la libération de ses proches enlevés.
Le 7 août de 2008, au cours d'un vol qualifié dans une succursale du Banco Espírito Santo  à Lisbonne, le Groupe des opérations spéciales a été une nouvelle fois appelé à faire face à deux voleurs armés brésiliens, qui avaient fait six otages dont un directeur de banque. Selon un communiqué du commissaire de PSP Florbela Carrilho, après plusieurs heures de tentatives d’échanges infructueuses, le groupe est contraint d’intervenir. Une équipe de tireurs spéciaux a ciblé les deux pirates de l’air avec des tirs de précision à distance (en tuant un et laissant l'autre grièvement blessé). Tous les otages étaient indemnes.
En décembre 2010, en raison des révolutions en Côte d'Ivoire , le Portugal a envoyé le Groupe d'opérations spéciales au secours de 10 Portugais en danger potentiel. Ils ont été envoyés dans un avion des Nations unies et ont passé un peu plus d'une journée au sol, puis se sont dirigés vers l'ambassade, où ils ont attendu jusqu'au lendemain matin pour revenir.

## Organisation
Le GOS est une unité de réserve stratégique de la police de sécurité publique. Jusqu'en 2008, elle est directement dépendant du directeur national de PSP. Depuis, il a été intégré à la nouvelle unité de police spéciale. 
- Commandement ;
- Services de soutien;
- Unité d'intervention spéciale (UEI) composée de :

Trois groupes d'intervention opérationnels (GOI) (1er, 2e et 3e), chacun des GOI est commandé par un officier et comprend entre vingt et vingt-cinq éléments.
Un groupe technique d'exploitation (GOT) (4ème) responsable de la formation, des explosifs, des équipes cinotechniques et de la surveillance technique, telles que des caméras ou des équipements de vision nocturne.
En 2007, par la loi n ° 53 du 31 août, une nouvelle loi organique sur les PSP est publiée.
Par la suite, l’ordonnance n° 434 du 18 juin, conformément au diplôme susmentionné, a défini la structure des commandements de la police territoriale et approuvé les sous-unités respectives.
La grande nouvelle de ce changement organisationnel a été la création de l’UNITÉ SPÉCIALE DE POLICE (UEP), une unité «spécialement dédiée aux opérations de maintien et de rétablissement de l’ordre public, à la résolution et à la gestion des incidents critiques, à l’intervention tactique dans des situations de violence concertée et de violence. Risques, complexité et risques élevés, sécurité des installations d'événements sensibles et majeurs, sécurité personnelle des membres d'organes souverains et supérieurs, inactivation des explosifs et de la sécurité souterraine et préparation et déploiement des forces pour les missions internationales… » assurer le cadre administratif et a ajouté cinq sous-unités spéciales:

## Équipements
- SIG Sauer P22
- Glock 17 et Glock 19
- Hecker & Koch MP5
- FN P90

### Fusils d'assaut
- Heckler & Koch G36 (G36, G36C et G36K);

Snipers:
- Mauser 665 utilisé uniquement à des fins de formation;
- Heckler et Koch PSG-1
- SIG Sauer 550